# Wüterich (Person)
Ein Wüterich (weiblich auch Wüterin oder Furie genannt) ist jemand, der wütet oder der leicht in Wut gerät und gewalttätig wird. Das Wort wurde auch zur Bezeichnung von affektlabilen Menschen gebraucht und wird teils als umgangssprachlich angesehen.
Das Wort ist zuerst im 9. Jahrhundert als ahd. wuotarīh belegt. Dem Deutschen Wörterbuch der Brüder Grimm zufolge bezeichnete es zunächst vor allem einen Gewaltherrscher, Despoten, Tyrannen als genaue Entsprechung des lateinischen tyrannus, später dann auch allgemein einen „harten, gewalttätigen menschen“. Seit dem Beginn des 19. Jahrhunderts ziehe es sich (in beiden Bedeutungen) „aus dem ernsthaften sprachstil mehr und mehr zurück“.
Der mittelalterliche Beiname Wüterich entwickelte sich zum Geschlechtsnamen und ist heute auch ein Familienname (auch: Wüeterich, Wütrich, Wüthrich, Wütherich etc. geschrieben) und bezeichnete bereits damals eine Person, die z. B. zu Jähzorn neigte oder später, einen solchen Vorfahren hatte.

## Synonyme
Wüterich ist ein Oberbegriff für z. B.: Amokläufer, Berserker, Jähzorniger, Rasender, Scheusal, Tobender, Tobsüchtiger oder ganz allgemein Wüter.

## Verwendung in der Literatur
Friedrich Schiller lässt im Drama Wilhelm Tell die Kleinbäuerin Armgard zu den Kindern sprechen, als Gessler vom Pfeil des Tell durchbohrt ist: Seht Kinder, wie ein Wüterich verscheidet.
In der Ballade Die Bürgschaft verwendet Schiller Wüterich in der älteren Bedeutung als Synonym (vgl. DWB, Eintrag Wüterich):
Zu Dionys, dem Tyrannen, schlich
Damon, den Dolch im Gewande:
Ihn schlugen die Häscher in Bande,
"Was wolltest du mit dem Dolche? sprich!"
Entgegnet ihm finster der Wüterich.
"Die Stadt vom Tyrannen befreien!"
"Das sollst du am Kreuze bereuen.
Heinrich von Kleist nannte Napoleon in einem Brief an Ulrike von Kleist einen Wüterich.
Im Struwwelpeter von Heinrich Hoffmann ist die Geschichte vom bösen Friederich enthalten mit dem sehr bekannten Vers:
Der Friederich, der Friederich, Das war ein arger Wüterich!…
In der deutschen Synchronfassung des tschechischen Märchenfilm Rumpelstilzchen & Co. wird "Wüterich" als möglicher Eigenname thematisiert:
Heiß nicht Alexander, und nicht Welomyr, auch nicht Celsius, das verrat ich dir, heiß nicht Alpha oder Beta oder Caesar gar, heiß nicht Dietrich oder Wüterich, bin auch nicht der Zar. Ha, ha, ha – ach wie gut das niemand weiß, daß ich Rumpelstilzchen heiß. Rumpelstilzchen heiß ich, doch der König weiß nicht, wie ich wirklich heiß. – Alles läuft ganz prächtig und so sing ich mächtig – trallalla – trallalla.
Der römische Satirikendichter Juvenal gibt an, dass der Name Antiphates, in der griechischen Mythologie der König der riesenhaften, menschenfressenden Laistrygonen, sprichwörtlich für einen Wüterich gebraucht wurde.

## Bekannte Personen
- Christoph Wüterich, Jurist, Präsident von HTC Stuttgarter Kickers und 1999 bis 2005 Präsident des Deutschen Hockey-Bundes
- Rolf Wütherich, Motorsportler (Tour de France für Automobile 1964 auf Porsche 904 GTS)
- Rolf Wüthrich (1938–2004), ein Schweizer Fußballspieler
- Frank Wuterich, ein US-amerikanischer Private (entspricht dem deutschen Dienstgrad Soldat) des United States Marine Corps (USMC)